# إزرائيل أندرادي
إزرائيل أندرادي (بالبرتغالية: Israel Machado Campelo Andrade) (17 يناير 1960 بسالفادور في البرازيل - ) هو لاعب كرة سلة برازيلي في مركز الوسط، شارك في بطولة كأس العالم لكرة السلة 1986 ودورة الألعاب الأمريكية 1987 ودورة الألعاب الأمريكية 1983 وبطولة أمم الأمريكتين لكرة السلة 1995 وبطولة أمم الأمريكتين لكرة السلة 1988 والألعاب الأولمبية الصيفية 1984 والألعاب الأولمبية الصيفية 1988 وبطولة أمم الأمريكتين لكرة السلة 1984 وبطولة أمم الأمريكتين لكرة السلة 1989 والألعاب الأولمبية الصيفية 1992 وبطولة أمم الأمريكتين لكرة السلة 1992 وبطولة كأس العالم لكرة السلة 1990 وبطولة كأس العالم لكرة السلة 1982.

## وصلات خارجية
- إزرائيل أندرادي على موقع الاتحاد الدولي لكرة السلة (الإنجليزية)
- إزرائيل أندرادي على موقع الاتحاد الدولي لكرة السلة (الإنجليزية)
- إزرائيل أندرادي على موقع الاتحاد الدولي لكرة السلة (الإنجليزية)
- إزرائيل أندرادي على موقع الاتحاد الدولي لكرة السلة (الإنجليزية)
- إزرائيل أندرادي على موقع كرة السلة الأوروبية.كوم (الإنجليزية)
- إزرائيل أندرادي على موقع ريلجم (الإنجليزية)
- إزرائيل أندرادي على موقع بروبوليرز (الإنجليزية)
- إزرائيل أندرادي على موقع سبورتس رفرنس (الإنجليزية)
- إزرائيل أندرادي على موقع اللجنة الأولمبية الدولية (الإنجليزية)
- إزرائيل أندرادي على موقع أوليمبيديا (الإنجليزية)